# افلاطون ۵۴۵۱
سیارک ۵۴۵۱ (به انگلیسی: 5451 Plato، نامگذاری:4598P-L) پنج هزار و چهارصد و پنجاه و یکمین سیارک کشف شده‌است که در ۲۴ سپتامبر ۱۹۶۰ کشف شد.
قدر مطلق سیارک برابر ۱۴٫۲۰ است.